# Яким Беляков
Яким Спасов Беляков или Беляка е български революционер, войвода на Вътрешната македоно-одринска революционна организация.

## Биография
Беляков е роден в 1879 година в паланечкото село Конопница, тогава в Османската империя. Влиза във ВМОРО, през 1907 година е четник при Димитър Кирлиев. От 1912 година е войвода. По време на Балканската война в 1912 година действа с четата си в Кривопаланечко и подпомага съюзническите на България сръбски войски. След като Паланечко попада в Сърбия след Междусъюзническата война в 1913 година, през лятото на 1915 година Беляков отново е начело на чета в родния си край.